# Charles Rangel
Charles Bernard Rangel (ur. 11 czerwca 1930 w Nowy Jork, zm. 26 maja 2025 tamże) – amerykański adwokat, polityk, członek Partii Demokratycznej.

## Działalność polityczna
Od 1966 do 1970 zasiadał w New York State Assembly. W okresie od 3 stycznia 1971 do 3 stycznia 1973 przez jedną kadencję był przedstawicielem 18. okręgu, następnie do 3 stycznia 1983 przez pięć kadencji przedstawicielem 19. okręgu, od 3 stycznia 1983 do 3 stycznia 1993 przez pięć kadencji był przedstawicielem 16. okręgu, następnie do 3 stycznia 2013 przez dziesięć kadencji przedstawicielem 15. okręgu,a od 3 stycznia 2013 do 3 stycznia 2017 przez dwie kadencje był przedstawicielem 13. okręgu wyborczego w stanie Nowy Jork w Izbie Reprezentantów Stanów Zjednoczonych.